# 梶原停留場
梶原停留場（日语：／ Kajiwara teiryūjo */?）是位於東京都北區上中里三丁目，屬於荒川線的停留場。

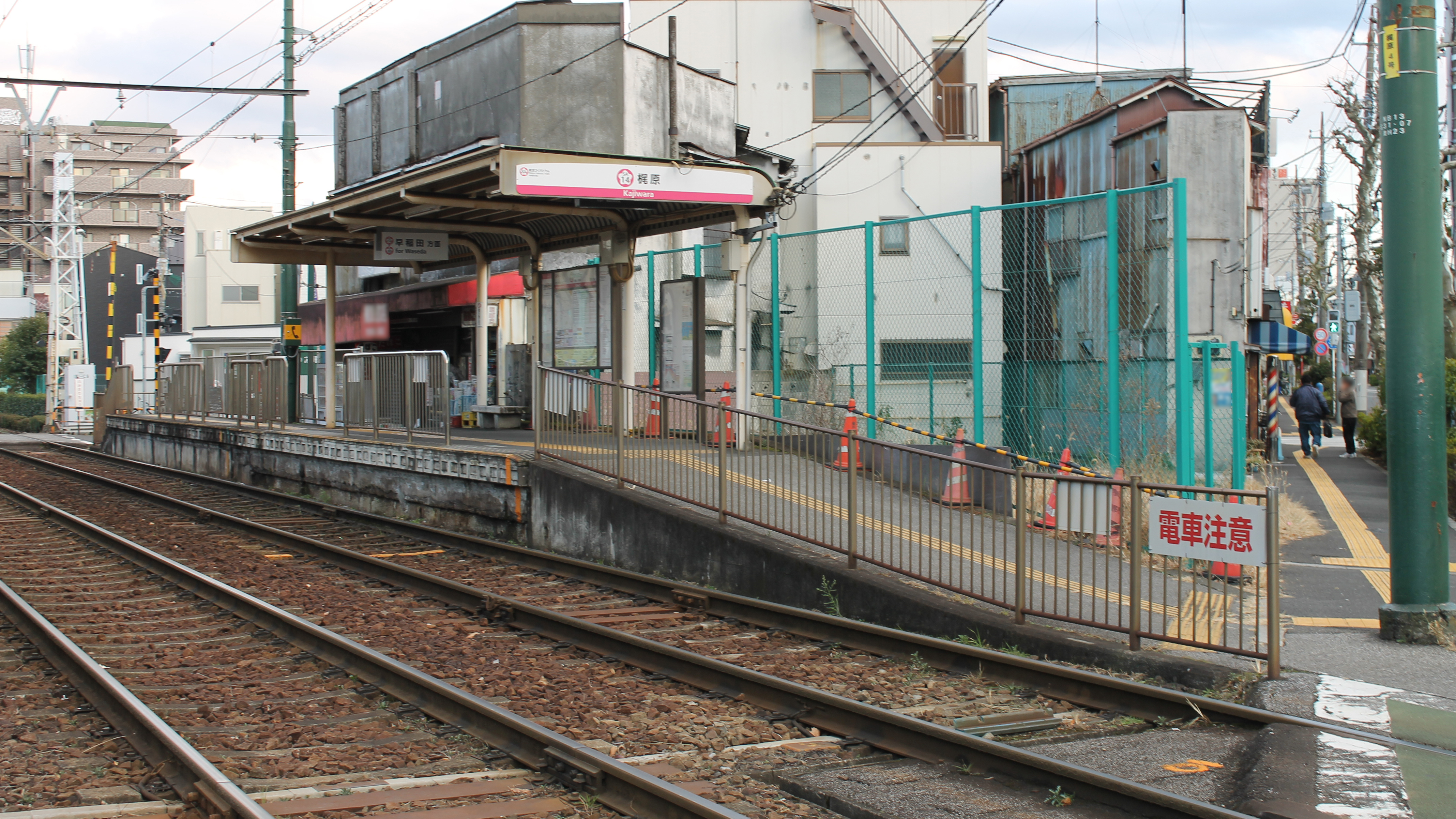
往早稻田方向的月台(2021年2月)

## 歷史
- 1913年（大正2年）4月1日：開業。

## 停留場構造
本站為對向式月台2面2線的地面車站。
| 月台 | 路線                   | 方向 | 目的地                         |
| ---- | ---------------------- | ---- | ------------------------------ |
| 南側 | 都電荒川線（東京櫻電） | 上行 | 王子站前、大塚站前、早稻田方向 |
| 北側 | 都電荒川線（東京櫻電） | 下行 | 町屋站前、三之輪橋方向         |

## 可供轉乘的巴士路線
- 草64：王子站前、西巢鴨經由池袋站東口行、尾久站前，新三河島站前，大關橫丁經淺草雷門行

## 相鄰停留場
東京都交通局
 都電荒川線（東京櫻電）
榮町（SA 15）－梶原（SA 14）－荒川車庫前（SA 13）

## 外部連結
- 梶原停留場 （页面存档备份，存于） - 東京都交通局